# 仲谷鳰
仲谷 鳰（なかたに にお、11月25日 - ）は、日本の漫画家、同人作家。血液型A型。滋賀県出身。京都精華大学人文学部卒業。

## 略歴
京都精華大学卒業後、開設直後の同大学大学院マンガ研究科博士前期課程に進学するが、1年経たない内に中退し上京、2010年よりサークル「リレバ」で同人活動をしながら漫画家を目指す。2014年、投稿作「さよならオルタ」で第21回電撃コミック大賞金賞を受賞、同作で商業誌デビュー。2015年4月より『月刊コミック電撃大王』（KADOKAWA）2015年6月号にて『やがて君になる』を連載開始。2019年11月号掲載の第45話で連載終了。2021年10月より『月刊コミック電撃大王』（KADOKAWA）2021年12月号にて『神さまがまちガえる』を連載開始。2024年1月号掲載の第22話で連載終了。

## 人物・作風
保育園のころに絵を描いていて「漫画家になれるね」と褒められたことが漫画を描くきっかけとなった。そのころから将来の夢は漫画家と思っていた。小学校6年生の時に初めてコマ割りをして、大学生になってから少年漫画雑誌への投稿用に、オリジナル漫画を1本完成させた。
子どものころから山岸凉子や萩尾望都の作品に触れ、中性的なキャラクターや性別の垣根を越えた関係性に親しんでいた。高河ゆんの『LOVELESS』で女子ゼロの話を読み、女の子同士のカップリングが好きかもしれないと自覚した。高河ゆんのファンを公言しており、漫画の影響を強くうけている。他には手塚治虫、萩尾望都、山岸凉子の漫画やRPGなどのゲームにも影響を受けている。好みのカップリングは、「面倒くさい子」と、「それを助ける子」の組み合わせ。
百合作品を描くようになった理由として、人を好きになる気持ちがあまりにも当たり前で説明不要なものとして描かれている作品を自然に受け入れられなかったが、同性愛を題材とした恋愛作品には、相手を好きになる理由や葛藤、あるいは理屈をねじ伏せてしまうような強い関係性が描かれていることが多く惹かれていった、と発言している。
ペンネームの鳰とはカイツブリの古名で、仲谷の出身地である滋賀県の県鳥。また、カイツブリは別名「息長鳥」（しながどり）ともいい、息の長い漫画家になれるようにという願掛けを込めている。ただ、これは後付けの由来であり、実際は本名を並べ替えて出てきた「にお」に辞書を引いて漢字を当てた。

## 作品リスト

### 連載漫画
- やがて君になる（KADOKAWA『月刊コミック電撃大王』2015年6月号 - 2019年11月号、電撃コミックスNEXT 全8巻）
- 神さまがまちガえる（KADOKAWA『月刊コミック電撃大王』2021年12月号 - 2024年1月号、電撃コミックスNEXT 全4巻）

### 短編集
- 『仲谷鳰短編集 さよならオルタ』(電撃コミックスNEXT 2020年2月25日)
  - 収録作品：さよならオルタ / 勇者は三回世界を救う / なみだ風味エスカルゴ / 幸せは傷のかたち / いつだって横顔 / こみみけーしょん / わたしカスタムメイド / ダブルベッド / 優しくなりたい

### 画集
- 『やがて君になる画集 アストロラーベ』(KADOKAWA 2020年2月25日)

### 読切漫画
- さよならオルタ（『月刊コミック電撃大王』KADOKAWA 2014年10月号掲載、初出はオリジナル同人誌 2013年）
- なみだ風味エスカルゴ（『月刊コミック電撃大王』KADOKAWA 2014年12月号掲載）
- 幸せは傷のかたち（『エクレア あなたに響く百合アンソロジー』KADOKAWA 2016年11月26日）
- いつだって横顔（『エクレア blanche あなたに響く百合アンソロジー』KADOKAWA 2017年6月27日）
- こみみけーしょん（『エクレア bleue あなたに響く百合アンソロジー』KADOKAWA 2018年1月26日）
- わたしカスタムメイド（『エクレア rouge あなたに響く百合アンソロジー』KADOKAWA 2018年9月27日）
- ダブルベッド（『エクレア orange あなたに響く百合アンソロジー』KADOKAWA 2019年11月27日）
- 優しくなりたい（『仲谷鳰短編集 さよならオルタ』電撃コミックスNEXT 2020年2月25日)
- 45日差カップルなので（『やがて君になる 公式アンソロジーコミック（2）』電撃コミックスNEXT 2020年3月26日)

### イラスト
- 『御城プロジェクト』（DMMゲームズ 2014年 - ） - 宇都宮城
- 『百合の世界入門』（玄光社 2016年10月18日） - 表紙
- 『少女妄想中。』（入間人間 メディアワークス文庫 2017年2月25日） - 表紙、口絵
- 『ダ・ヴィンチ 2018年3月号』(KADOKAWA 2018年2月6日) - カラーイラスト
- 『やがて君になる 佐伯沙弥香について』（入間人間 電撃文庫 2018年11月10日） - 表紙、口絵、挿絵
- 『やがて君になる 公式アンソロジーコミック』（電撃コミックスNEXT 2018年12月27日)  - モノクロイラスト付コメント
- 『やがて君になる 佐伯沙弥香について (2)』（入間人間 電撃文庫 2019年5月10日） - 表紙、口絵、挿絵
- 『やがて君になる 佐伯沙弥香について (3)』（入間人間 電撃文庫 2020年3月10日） - 表紙、口絵、挿絵
- 『このぬくもりを君と呼ぶんだ』（悠木りん ガガガ文庫 2020年7月17日） - 表紙、挿絵、巻末漫画
- 『エンドブルー』（入間人間 電撃文庫 2020年12月10日）

### 同人作品
- 銀の火（2010.10.11 東方紅楼夢6）
- Mimesis Dolls（2010.12.30 コミックマーケット79）
- 幻想メルト（2011.2.20 科学世紀のカフェテラス）
- 月哭（2011.3.13 博麗神社例大祭8 延期前）
- そして名前を呼ぶために（2011.4.10 月の宴4）無料配布。pixivにて公開中。
- ルミナスバタフライ（2011.5.8 博麗神社例大祭8 延期後）
- スペクトルのきもち（2011.9.4 こみっくトレジャー18）
- 焦点は求フィート（2011.10.16 東方紅楼夢 第7回）
- アンフェア ランダマイザ（2012.2.12 八雲幻想祭）
- ねこのいえ（2012.5.27 博麗神社例大祭9）
- リレイション・バレイ1 リレバ総集編（2012.8.11 コミックマーケット82）
- 或る花の研究（2012.10.7 東方紅楼夢8）
- BLOODBERRY TRAP（2012.12.30 コミックマーケット83）南方純との合同誌
- さよならオルタ（2013.02.03 COMITIA103）オリジナル同人誌
- 勇者は三回世界を救う（2013.05.05 COMITIA104）オリジナル同人誌
- ワンダリング酉京都（2013.05.26 博麗神社例大祭10）
- 青の甘さは忘れない（2013.08.12 コミックマーケット84）
- やわらかなかご（2013.10.13 東方紅楼夢9）
- イマジナリーあなた（2014.1.19 軍令部酒保&砲雷撃戦!よーい!合同演習）
- 凪を俟つ -上-（2014.1.19 軍令部酒保&砲雷撃戦！よーい!合同演習）
- きずあとの番人（2014.8.16 コミックマーケット86）
- リレイション・バレイ2 リレバ総集編（2014.12.29 コミックマーケット87）
- ななめまえの偶像（2015.12.30 コミックマーケット89）
- Qの模倣子（2017.8.11 コミックマーケット92）

## 出演
- やがて君になる Blu-ray/DVD 第1巻（2018年12月21日）-第3話スタッフオーディオコメンタリー[12]
- Webラジオ やがて君になる〜私、このラジオ好きになりそう〜（2018年 - 、音泉）- 第8回ゲスト（2019年1月10日配信）[13]
- トークイベント『終着駅のその先へ』(2019年2月26日ロフトプラスワンにて開催）[14]